# Levi P. Morton
Levi P. Morton (n. 16 mai 1824 - d. 16 mai 1920) a fost un politician american, Vicepreședinte al Statelor Unite ale Americii între 1889 și 1893.